# Сјеверин
Сјеверин је насеље у Србији у општини Прибој у Златиборском округу, на ушћу речице Сутјеске у Лим. Према попису из 2022. било је 553 становникa. Током средњег века, постојала је тврђава Северин, која је контролисала пут долином Лима и њене рушевине, које народ назива Јеринин Град, налазе се око два километра јужно од данашњег места, над клисуром Сутјеске.

## Демографија
У насељу Сјеверин живи 263 пунолетна становника, а просечна старост становништва износи 38,3 година (37,6 код мушкараца и 39,0 код жена). У насељу има 108 домаћинстава, а просечан број чланова по домаћинству је 3,12.
Ово насеље је углавном насељено Србима (према попису из 2002. године).
|  |

| Демографија | Демографија | Демографија |
| Година      | Становника  | Становника  |
| ----------- | ----------- | ----------- |
| 1948.       | 240         |             |
| 1953.       | 253         |             |
| 1961.       | 304         |             |
| 1971.       | 360         |             |
| 1981.       | 424         |             |
| 1991.       | 572         | 544         |
| 2002.       | 337         | 469         |

| Етнички састав према попису из 2002.‍ | Етнички састав према попису из 2002.‍ | Етнички састав према попису из 2002.‍ | Етнички састав према попису из 2002.‍ | Етнички састав према попису из 2002.‍ |
| ------------------------------------ | ------------------------------------ | ------------------------------------ | ------------------------------------ | ------------------------------------ |
|                                      |                                      |                                      |                                      |                                      |
| Срби                                 | Срби                                 |                                      | 244                                  | 72,40%                               |
| Бошњаци                              | Бошњаци                              |                                      | 63                                   | 18,69%                               |
| Муслимани                            | Муслимани                            |                                      | 25                                   | 7,41%                                |
| Црногорци                            | Црногорци                            |                                      | 1                                    | 0,29%                                |
| непознато                            | непознато                            |                                      | 1                                    | 0,29%                                |

| Година пописа     | 1948. | 1953. | 1961. | 1971. | 1981. | 1991. | 2002. |
| ----------------- | ----- | ----- | ----- | ----- | ----- | ----- | ----- |
| Број домаћинстава | 46    | 53    | 64    | 77    | 102   | 157   | 108   |

| Број чланова      | 1  | 2  | 3  | 4  | 5  | 6 | 7 | 8 | 9 | 10 и више | Просек |
| ----------------- | -- | -- | -- | -- | -- | - | - | - | - | --------- | ------ |
| Број домаћинстава | 19 | 25 | 20 | 24 | 15 | 4 | 0 | 0 | 0 | 1         | 3,12   |

| Пол    | Укупно | Неожењен/Неудата | Ожењен/Удата | Удовац/Удовица | Разведен/Разведена | Непознато |
| ------ | ------ | ---------------- | ------------ | -------------- | ------------------ | --------- |
| Мушки  | 134    | 42               | 83           | 6              | 2                  | 1         |
| Женски | 142    | 27               | 90           | 22             | 3                  | 0         |
| УКУПНО | 276    | 69               | 173          | 28             | 5                  | 1         |

| Пол    | Укупно                    | Пољопривреда, лов и шумарство | Рибарство                            | Вађење руде и камена | Прерађивачка индустрија       |
| ------ | ------------------------- | ----------------------------- | ------------------------------------ | -------------------- | ----------------------------- |
| Мушки  | 55                        | 8                             | 0                                    | 0                    | 19                            |
| Женски | 17                        | 3                             | 0                                    | 0                    | 4                             |
| УКУПНО | 72                        | 11                            | 0                                    | 0                    | 23                            |
| Пол    | Производња и снабдевање   | Грађевинарство                | Трговина                             | Хотели и ресторани   | Саобраћај, складиштење и везе |
| Мушки  | 0                         | 5                             | 6                                    | 1                    | 3                             |
| Женски | 1                         | 0                             | 4                                    | 0                    | 0                             |
| УКУПНО | 1                         | 5                             | 10                                   | 1                    | 3                             |
| Пол    | Финансијско посредовање   | Некретнине                    | Државна управа и одбрана             | Образовање           | Здравствени и социјални рад   |
| Мушки  | 0                         | 0                             | 7                                    | 1                    | 0                             |
| Женски | 0                         | 2                             | 0                                    | 2                    | 1                             |
| УКУПНО | 0                         | 2                             | 7                                    | 3                    | 1                             |
| Пол    | Остале услужне активности | Приватна домаћинства          | Екстериторијалне организације и тела | Непознато            | Непознато                     |
| Мушки  | 0                         | 0                             | 0                                    | 5                    | 5                             |
| Женски | 0                         | 0                             | 0                                    | 0                    | 0                             |
| УКУПНО | 0                         | 0                             | 0                                    | 5                    | 5                             |